# Vodeana Balka, Dîkanka
Vodeana Balka (în ucraineană Водяна Балка) este localitatea de reședință a comunei Vodeana Balka din raionul Dîkanka, regiunea Poltava, Ucraina.

## Demografie
Componența lingvistică a localității Vodeana Balka
     Ucraineană (96,79%)
     Rusă (1,53%)
     Alte limbi (0,14%)
Conform recensământului din 2001, majoritatea populației localității Vodeana Balka era vorbitoare de ucraineană (96,79%), existând în minoritate și vorbitori de rusă (1,53%).